# Alejandro I Jagellón
Alejandro I Jagellón (en polaco: Aleksander Jagiellończyk; en lituano: Aleksandras; Cracovia, 5 de agosto de 1461-Vilna, 19 de agosto de 1506), rey de Polonia y gran duque de Lituania, fue el cuarto hijo de Casimiro IV Jagellón y de Isabel de Habsburgo. Fue elegido gran duque de Lituania a la muerte de su padre (en 1492), y rey de Polonia a la muerte de su hermano Juan I Alberto (en 1501).

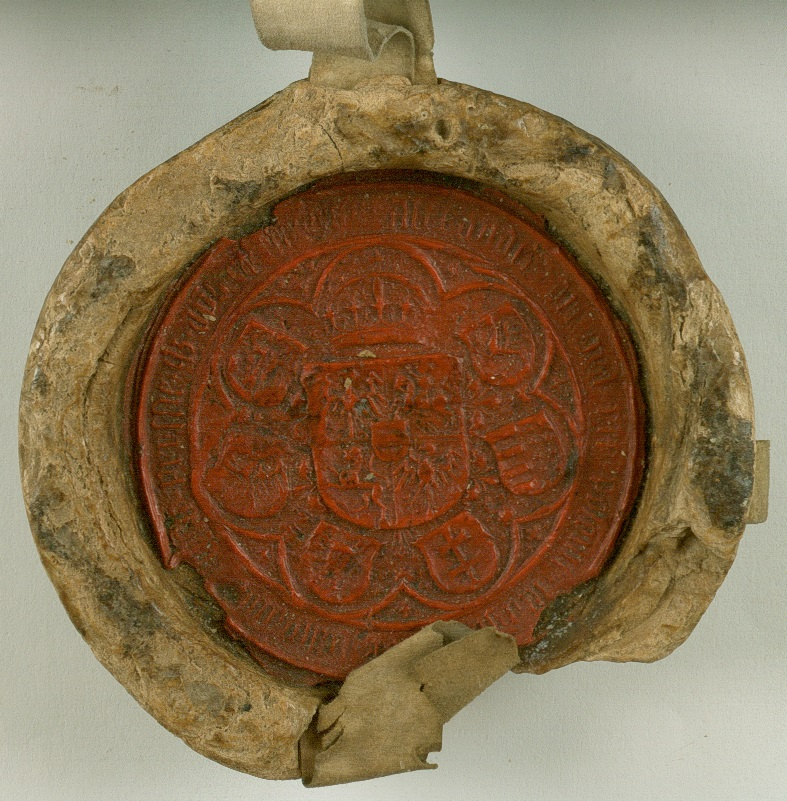
Sello de Alejandro Jagellón, 1504

Su escasez de fondos lo subordinó inmediatamente al Senado Polaco y la nobleza (szlachta), que lo privaron del control de la menta (a la sazón, una de las fuentes más lucrativas de rédito para los reyes polacos), redujeron sus prerrogativas, y generalmente procuraban reducirlo a una posición sometida. Debido a la necesidad de fondos, Alejandro no pudo oponerse al gran maestre de los Caballeros Teutónicos, o impedir que el gran duque de Moscovia, Iván III, saqueara el Gran Ducado de Lituania con los tártaros. Lo único que pudo hacer el rey fue guarecer Smolensk y otras fortalezas, y usar a su esposa Helena, la hija del zar, para establecer una tregua entre él y su suegro después de la desastrosa batalla del Río Vedrosha (1500). Según lo estipulado en la tregua, Lituania tuvo que ceder un tercio de su territorio al naciente estado expansionista ruso.
Durante el reinado de Alejandro, Polonia sufrió mucha humillación por parte del Principado de Moldavia. Solo con la muerte de Esteban, el gran hospodar de Moldavia, Polonia pudo mantener aún su dominio sobre el río Danubio; mientras que la liberalidad del papa Julio II, quien promulgó no menos de veintinueve bulas a favor de Polonia y otorgó a Alejandro ayuda financiera, incluyendo el Óbolo de San Pedro, le permitió contener, de alguna forma, la arrogancia de la Orden Teutónica.
Un año antes de su muerte (1505), Alejandro concedió a la nobleza un privilegio conocido con el nombre de nihil novi, según el cual el rey no podía promulgar ninguna ley sin el consentimiento de la Dieta.
Alejandro nunca se sintió “como en casa” en Polonia, y favorecía principalmente a sus compatriotas lituanos, en especial al millonario magnate lituano Mijaíl Glinski, quien justificó la confianza de su señor con la gran victoria sobre los tártaros en Kleck (5 de agosto de 1506), de la que Alejandro tuvo noticias en su lecho de muerte en Vilna. Es importante notar que Alejandro fue el último gobernante conocido de la dinastía Jogalia que mantuvo la ancestral lengua lituana de la familia. Luego de su muerte, el polaco fue la única lengua de la familia, que se “polonizó” totalmente.